# Optogram

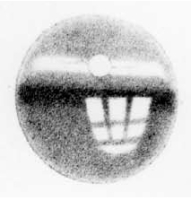
Optogram z oka królika uzyskany przez Kühnego, z zachowanym odwróconym obrazem siedmioszybowego, łukowatego okna (jasna pozioma linia i koło to naturalna część siatkówki królika)

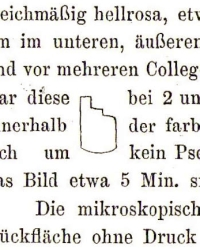
Rysunek Kühnego przedstawiający optogram uzyskany z oka skazańca

Optogram – obraz bodźca dystalnego na siatkówce oka. Według błędnej, lecz popularnej w XIX w. koncepcji, był to ostatni obraz widziany przez zmarły organizm. Po raz pierwszy taką interpretację przedstawił XVII-wieczny mnich Christopher Schiener, który rozpoznał na siatkówce martwej żaby obraz ognia. Naukowe podstawy postulowanego zjawiska dał w 1877 r. niemiecki fizjolog i histolog Franz Boll, który zaobserwował, że pigmenty siatkówki ulegają rozjaśnieniu pod wpływem światła i że zmiany te pozostają utrwalone przez pewien czas, jeśli siatkówka znajduje się w ciemności.
Badania Bolla kontynuował w latach 1877–1881 niemiecki fizjolog Wilhelm Kühne, który z siatkówek żab i królików uzyskał optogramy – odwrócone obrazy płomienia i okien, w które zwierzęta wpatrywały się przez dłuższy czas przed uśmierceniem. Wymagało to zastosowania specjalnych warunków, np. żaby paraliżowane były kurarą, aby oko pozostawało nieruchomo przed płomieniem przez 14 h. Wyniki Kühnego wzbudziły duże zainteresowanie opinii publicznej. Oczekiwano, że możliwe będzie odtworzenie ostatniego obrazu widzianego przez zmarłego człowieka, np. osobę jego zabójcy. Jednak zarówno Kühne, jak i jego student, W.C. Ayres, po długich badaniach, obejmujących również badania optogramu skazańca bezpośrednio po egzekucji, uznali, że nawet w najbardziej sprzyjających warunkach laboratoryjnych nie jest możliwe uzyskanie optogramów przydatnych w kryminalistyce. Pomimo tego optogramy bywały dopuszczane jako materiał dowodowy w procesach sądowych jeszcze na początku XX w.
Efektem zainteresowania optogramami zachowującymi jakoby ostatni obraz widziany przez martwego człowieka pozostały powieści tak znanych autorów, jak Rudyard Kipling czy Jules Verne.